# Jiangxia
Jiangxia – rodzaj mezonycha (drapieżnego ssaka kopytnego) zamieszkującego dzisiejsze Chiny w górnym paleocenie. Prawdopodobnie był spokrewniony z takimi rodzajami, jak Pachyaena czy też Hessolestes.
Nazwa tego zwierzęcia wzięła się od prowincji Jiangxi, gdzie odnaleziono jego szczątki.